# Igor Panarin
Igor Nikolajevitsj Panarin (Russisch: Игорь Николаевич Панарин) (?, 30 oktober 1958) is een Russisch politicoloog en professor aan de Diplomatieke Academie van het Ministerie van Buitenlandse Zaken in Moskou. Hij heeft verschillende boeken over geopolitiek geschreven. Hij treedt ook regelmatig op als deskundige in tv-programma's over politiek. Voorheen werkte hij bij de KGB, studeerde hij economie en werkte hij bij FAPSI, de Russische equivalent van de Amerikaanse National Security Agency.
In Rusland heeft hij ook bekendheid gekregen door zijn voorspelling, dat Amerika rond juli 2010 zal desintegreren en uiteenvallen in zes stukken. Hij deed deze voorspelling al in 1998 tijdens een conferentie in Linz, gebaseerd op geheime data afkomstig van FAPSI. Volgens hem zullen economische, financiële en demografische trends in Amerika leiden tot een politieke en sociale crisis, uitmondend in sociale onrust, een burgeroorlog en het uiteenvallen van het land. Sommige delen van Amerika zullen in handen van andere landen vallen of in hun invloedssfeer komen. In 2008, toen de kredietcrisis in volle hevigheid toesloeg, kreeg zijn theorie veel aandacht in Russische staatsmedia.

## Boeken van Panarin (selectie)
- Infowar and Power
- Infowar and World
- Infowar and Election